# Keith Ward
Keith Ward, né le 22 août 1938, est un philosophe, théologien, écrivain et prêtre anglican britannique.

## Biographie
Diplômé en 1962 à l'université du pays de Galles, il fut maître de conférences en logique et en philosophie à l'université de Glasgow, l'université de St Andrews et l'université de Londres. En 1972, il fut ordonné ministre dans l'Église d'Angleterre. Il enseigna par la suite au King's College de Londres et à l'université d'Oxford.
En 1992, il fut invité pour enseigner à l'université de Claremont. L'année suivante, il donna les conférences Gifford à l'université de Glasgow. Il enseigne actuellement la théologie au collège Gresham de Londres. Il est membre du conseil de l'Institut royal de philosophie et du comité de rédaction de la revue Religion Studies.
Il a écrit sur l'évolution théiste et a répondu aux livres de l'auteur athée Richard Dawkins. Il a aussi critiqué le philosophe matérialiste Daniel Dennett, Sigmund Freud et Karl Marx. Il s'est également opposé au fondamentalisme chrétien dans son livre de 2004 intitulé What the Bible Really Teaches.

## Ouvrages publiés
- Ethics and Christianity, 1970  (ISBN 978-0-04-241001-2)
- Divine Image, 1976  (ISBN 978-0-281-02935-8)
- Christian Way, 1976  (ISBN 978-0-281-02893-1)
- The Concept of God, 1977  (ISBN 978-0-312-15925-2)
- Rational Theology and the Creativity of God, 1982
- Holding Fast to God, 1982  (ISBN 978-0-687-85476-9)
a critique of Taking Leave of God by the radical theologian Don Cupitt
- Living God, 1984  (ISBN 978-0-281-04126-8)
- The Battle for the Soul, 1985  (ISBN 978-0-340-37278-4)
- Images of Eternity, 1987  (ISBN 978-0-232-51686-9)
- The Rule of Love, 1989  (ISBN 978-0-232-51824-5)
- A Vision to Pursue, 1991  (ISBN 978-0-334-02411-8)
- Is Christianity a Historical Religion?, 1992  (ISBN 978-0-85217-054-0)
- Religion and Revelation, 1994  (ISBN 978-0-19-826375-3)
- Religion and Creation, 1996  (ISBN 978-0-19-826394-4)
- God, Chance and Necessity, 1996  (ISBN 978-1-85168-116-7)
- Concepts of God end Ed, 1998  (ISBN 978-1-85168-064-1)
- Religion and Human Nature, 1998  (ISBN 978-0-19-826965-6)
- God, Faith and the New Millennium, 1998
- In Defense of the Soul, 1998  (ISBN 978-1-85168-040-5)
- Christianity: A Short Introduction, 2000  (ISBN 978-1-85168-229-4)
- Religion and Community, 2000  (ISBN 978-0-19-875259-2)
- God, A Guide for the Perplexed, 2002  (ISBN 978-1-85168-323-9)
- What the Bible Really Teaches: A Challenge for Fundamentalists, 2004  (ISBN 978-0-281-05680-4)
- Pascal's Fire- Scientific Faith and Religious Understanding, 2006  (ISBN 978-1-85168-446-5)
- Is Religion Dangerous?, 2006  (ISBN 978-0-7459-5262-8)
- The Big Questions in Science and Religion, 2008
- Why There Almost Certainly is a God, 2008
- The God Conclusion, 2009
- More Than Matter: What Humans Really Are, 2010
- Science et religion : les 10 questions essentielles, Presses de la Renaissance, 2010  (ISBN 978-2-7509-0625-2)